# ジェイソン・ウルキデス
ジェイソン・カール・ウルキデス（Jason Carl Urquidez, 1982年9月12日 - ）は、アメリカ合衆国カリフォルニア州ロサンゼルス出身のプロ野球選手（投手）。右投右打。現在は、フリーエージェント（FA）。

## 経歴

### プロ入りとダイヤモンドバックス傘下時代
アリゾナ州立大学時代は、トニー・バーネットの同期生でチームメイトでもあった。
2005年のMLBドラフトでアリゾナ・ダイヤモンドバックスから17巡目（全体501位）で指名され、プロ入り。
2009年以降は主にAAA級でプレーしたが、メジャーに昇格することはなく、2011年11月2日にFAとなった。

### 独立リーグ時代
2012年5月にアトランティック・リーグのランカスター・バーンストーマーズと契約した。

### レッドソックス傘下時代
2012年7月23日にボストン・レッドソックスとマイナー契約を結んだ。AA級ポートランド・シードッグスで17試合に登板し、4勝2敗、防御率2.85の成績を残したが、オフの11月5日にFAとなった。

### 独立リーグ時代
2013年3月にランカスター・バーンストーマーズと再契約した。39試合に登板して、3勝1敗24セーブ、防御率0.25という圧倒的成績を残した。

### エンゼルス傘下時代
2013年8月4日にロサンゼルス・エンゼルスとマイナー契約を結んだ。AAA級ソルトレイク・ビーズで11試合に登板し、1勝2敗1セーブ、防御率6.92の成績を残したが、オフの11月4日にFAとなった。

### 独立リーグ時代
2014年5月にランカスター・バーンストーマーズと三たび契約を結んだ。この年は48試合に登板して、3勝2敗28セーブ、防御率2.37という成績を残した。	

### メキシカンリーグ時代
2015年6月2日にメキシカンリーグのティフアナ・ブルズに移籍した。
ティフアナではクローザーとして、2016年は26セーブ、2017年は28セーブをマークした。
2018年には、シーズン途中まで20試合に登板すると、8セーブ、防御率2.29、奪三振率11.44という好成績を残した。

### ヤクルト時代
2018年6月20日にNPBの東京ヤクルトスワローズと契約した。背番号は61。救援陣の一角として期待されたが、5試合登板、0勝0敗、防御率5.06という成績に終わり、11月13日に自由契約となった。

### メキシカンリーグ時代
2019年2月21日にティフアナ・ブルズへの復帰が発表された。
2019年12月1日にモンテレイ・サルタンズにトレード移籍した。2020年3月20日に自由契約となった。

## 選手としての特徴・人物
150km/h前後の直球にスライダーなどを織り交ぜた投球スタイルのリリーバー。躍動感あふれる投球フォームが特徴で、制球力も高い。
ウルキデスの大学時代のチームメイトだったバーネットが2010年から6シーズンにわたってヤクルトでクローザーとして活躍した影響で、かねてからNPBでのプレーを希望。ウルキデスは、ヤクルトへの入団決定を機に婚約者と共に来日すると婚約者同伴で入団発表に臨んだ。

## 詳細情報

### 年度別投手成績
| 年 度    | 球 団    | 登 板 | 先 発 | 完 投 | 完 封 | 無 四 球 | 勝 利 | 敗 戦 | セ 丨 ブ | ホ 丨 ル ド | 勝 率 | 打 者 | 投 球 回 | 被 安 打 | 被 本 塁 打 | 与 四 球 | 敬 遠 | 与 死 球 | 奪 三 振 | 暴 投 | ボ 丨 ク | 失 点 | 自 責 点 | 防 御 率 | W H I P |
| -------- | -------- | ----- | ----- | ----- | ----- | -------- | ----- | ----- | -------- | ----------- | ----- | ----- | -------- | -------- | ----------- | -------- | ----- | -------- | -------- | ----- | -------- | ----- | -------- | -------- | ------- |
| 2018     | ヤクルト | 5     | 0     | 0     | 0     | 0        | 0     | 0     | 0        | 0           | ----  | 24    | 5.1      | 6        | 0           | 1        | 0     | 0        | 4        | 0     | 0        | 5     | 3        | 5.06     | 1.31    |
| NPB：1年 | NPB：1年 | 5     | 0     | 0     | 0     | 0        | 0     | 0     | 0        | 0           | ----  | 24    | 5.1      | 6        | 0           | 1        | 0     | 0        | 4        | 0     | 0        | 5     | 3        | 5.06     | 1.31    |

- 2018年度シーズン終了時

### 記録
NPB初記録
- 初登板：2018年7月27日、対阪神タイガース10回戦（明治神宮野球場）、9回表に4番手で救援登板・完了、1回無失点
- 初奪三振：同上、9回表に福留孝介から見逃し三振

### 背番号
- 34 （2015年 - 2018年途中、2019年 - ）
- 61 （2018年6月20日 - 同年終了）